# 卢卡斯·梅尔
卢卡斯·梅尔（德語：Lukas Mähr，1990年4月23日—），生于布雷根茨，奥地利男子帆船运动员，2017年世界锦标赛男子470级铜牌得主、2024年夏季奥林匹克运动会混合470级金牌得主。